# Далс Таун Сентер (Вирџинија)
Далс Таун Сентер (енгл. Dulles Town Center) насељено је место без административног статуса у америчкој савезној држави Вирџинија.

## Демографија
По попису из 2010. године број становника је 4.601.
| Група             | 2000.    | 2010.         |
| Белци             | 0 (0,0%) | 1.754 (38,1%) |
| Афроамериканци    | 0 (0,0%) | 561 (12,2%)   |
| Азијати           | 0 (0,0%) | 1.106 (24,0%) |
| Хиспаноамериканци | 0 (0,0%) | 1.037 (22,5%) |
| Укупно            | 0        | 4.601         |